# Liste der Wetterkatastrophen von 2017 mit einer Schadenssumme von mehr als einer Milliarde US-Dollar
Diese Liste der Wetterkatastrophen von 2017 mit einer Schadenssumme von mehr als einer Milliarde US-Dollar nennt 29 Naturkatastrophen, für die die internationale Versicherungsberatungsagentur Aon Benfield eine Schadenssumme von mehr als einer Milliarde US-Dollar ermittelt hat und bei denen das Wetter Ursache der Schäden war. Von diesen 29 Naturereignissen sind neun Unwetterereignisse wie Hagel, Tornado und Sturm (ohne tropische Wirbelstürme), zwei sind Überschwemmungen nach umfangreichen Regenfällen und bei acht handelt es sich um die Folgen tropischer Wirbelstürme. Hinzu kommen zwei Wintereinbrüche und vier Dürren. Nach diesen Berechnungen beläuft sich der gesamte volkswirtschaftliche Schaden aller Naturkatastrophen von 2017 auf 353 Milliarden US-Dollar und liegt 93 % über dem Durchschnittswert der letzten siebzehn Jahre. Der größte Teil davon – 344 Milliarden US-Dollar – wurde durch Wetterkatastrophen verursacht, deutlich mehr als der bisherige Höchstwert von 294 Milliarden US-Dollar im Jahr 2005.
Sechzehn dieser Wetterkatastrophen betrafen das Gebiet der Vereinigten Staaten, vier das der Volksrepublik China. Auf Europa entfielen zwei Ereignisse.
Die drei Wetterkatastrophen mit den höchsten wirtschaftlichen Gesamtschäden – die Hurrikane Harvey (100 Milliarden USD), Maria (65 Milliarden USD) und Irma (55 Milliarden USD) – zählen neben Hurrikan Katrina (161 Milliarden USD) und Hurrikan Sandy (70 Milliarden USD) zu den fünf Wetterkatastrophen mit den höchsten Schadenssummen.
Die Zahl der durch Naturkatastrophen getöteten Personen war 2017 mit rund 10.000 deutlich niedriger als der langjährige Durchschnitt von 71.000 Toten. Die Wetterkatastrophe mit den meisten direkten Toten war ein durch Hochwasser verursachter Erdrutsch in Sierra Leone, durch den über 1100 Menschen getötet wurden. (Allerdings ist die Zahl der Opfer durch Hurrikan Maria in Puerto Rico noch unklar, da die Zahl der indirekten Opfer durch Krankheit und Mangel auf bislang über 1000 geschätzt wird.)
| Rang | Ereignis                  | Gebiet                                                                                  | Zeitraum                | Schadenssumme in Mrd. USD | Opferzahl |
| ---- | ------------------------- | --------------------------------------------------------------------------------------- | ----------------------- | ------------------------- | --------- |
| 1    | Hurrikan Harvey           | Vereinigte Staaten                                                                      | 25. August–2. September | 100,0                     | 84        |
| 2    | Hurrikan Maria            | Karibik                                                                                 | 18.–21. September       | 65,0                      | 98+       |
| 3    | Hurrikan Irma             | Karibik, Bahamas, Südosten der Vereinigten Staaten                                      | 5.–12. September        | 55,0                      | 124       |
| 4    | Waldbrände                | Kalifornien, Vereinigte Staaten                                                         | 8.–30. Oktober          | 13,0                      | 43        |
| 5    | Überschwemmungen          | Volksrepublik China                                                                     | 22. Juni–5. Juli        | 7,5                       | 141       |
| 6    | Dürre                     | Südeuropa                                                                               | 1. Januar–31. Juli      | 6,6                       | 0         |
| 7    | Überschwemmungen          | Volksrepublik China                                                                     | 13.–17. Juli            | 4,5                       | 20        |
| 8    | Taifun Hato               | Macao, Hongkong, Volksrepublik China                                                    | 23.–25. August          | 3,5                       | 22        |
| 9    | Unwetter                  | Rocky Mountains, Great Plains in den Vereinigten Staaten                                | 8.–11. Mai              | 3,4                       | 0         |
| 10   | Waldbrände                | Südkalifornien, Vereinigte Staaten                                                      | 3.–31. Dezember         | 3,225                     | 2         |
| 11   | Überschwemmungen          | Peru                                                                                    | 1. Januar–1. April      | 3,15                      | 120       |
| 12   | Winterwetter              | Europa                                                                                  | 19.–25. April           | 3,08                      | 0         |
| 13   | Unwetter                  | Great Plains, Südosten und Mittlerer Westen der Vereinigten Staaten                     | 26.–28. März            | 2,7                       | 0         |
| 14   | Dürre                     | Great Plains und Rocky Mountains in den Vereinigten Staaten                             | 1. März–30. September   | 2,5                       | 0         |
| 15   | Dürre                     | Volksrepublik China                                                                     | 1. Mai–August           | 2,5                       | 0         |
| 16   | Zyklon Debbie             | Australien                                                                              | 27. März–5. April       | 2,4                       | 14        |
| 17   | Unwetter                  | Mittlerer Westen der Vereinigten Staaten                                                | 11. Juni                | 2,4                       | 0         |
| 18   | Unwetter                  | Mittlerer Westen, Great Plains und Südosten der Vereinigten Staaten                     | 6.–10. März             | 2,2                       | 0         |
| 19   | Unwetter                  | Mittlerer Westen, Great Plains und Südosten der Vereinigten Staaten, Mississippi Valley | 28. April–1. Mai        | 2,0                       | 20        |
| 20   | Waldbrände                | Westküste der Vereinigten Staaten                                                       | 1. Juni–30. September   | 2,0                       | 0         |
| 21   | Taifun Lan                | Philippinen, Japan                                                                      | 18.–23. Oktober         | 2,0                       | 17        |
| 22   | Dürre                     | Somalia, Äthiopien, Kenia                                                               | 1. Januar–31. März      | 1,9                       | hunderte  |
| 23   | Unwetter                  | Südstaaten der Vereinigten Staaten                                                      | 27. Februar–2. März     | 1,9                       | 4         |
| 24   | Unwetter                  | Great Plains, Mittlerer Westen und Nordosten der Vereinigten Staaten                    | 27.–30. Juni            | 1,55                      | 0         |
| 25   | Unwetter                  | Südstaaten der Vereinigten Staaten                                                      | 18.–23. Januar          | 1,3                       | 21        |
| 26   | Tropischer Sturm Nanmadol | Japan                                                                                   | 4.–6. Juni              | 1,2                       | 37        |
| 27   | Winterwetter              | Great Plains, Mittlerer Westen, Südosten und Nordosten der Vereinigten Staaten          | 13.–14. März            | 1,1                       | 11        |
| 28   | Unwetter                  | Great Plains und Rocky Mountains der Vereinigten Staaten                                | 12.–14. Juni            | 1,0                       | 0         |
| 29   | Taifun Damrey             | Philippinen, Vietnam                                                                    | 1.–8. November          | 1,0                       | 114       |

## Belege
- 2017 Annual Global Climate and Catastrophe Report. (PDF; 9,3 MB) In: Thought Leadership Website. Aon Benfield, 24. Februar 2018, abgerufen am 25. Februar 2017 (englisch).
- Jeff Masters: A Swarm of 30 Billion-Dollar Weather Disasters Socked the Planet in 2016. In: Category 6. Weather Underground, 24. Februar 2018, abgerufen am 25. Februar 2017 (englisch).